# Meta Abramczyk
Meta Abramczyk (geboren am 28. Februar 1876 in Berlin; gestorben am 7. Mai 1942 im Vernichtungslager Kulmhof), auch bekannt unter dem Kosenamen Metella Abramczyk, war seit 1915 Sekretärin der Berliner Secession. Durch ihre Anstellung war sie mit zahlreichen Künstlern des Verbandes befreundet und besaß mehrere Gemälde unter anderem von Lovis Corinth, 1922 wurde sie von Ernst Fritsch porträtiert. Sie wurde 1941 von den Nationalsozialisten in das Ghetto Litzmannstadt deportiert und starb kurz nach ihrer Verlegung im Vernichtungslager Kulmhof im Folgejahr.

## Biografie

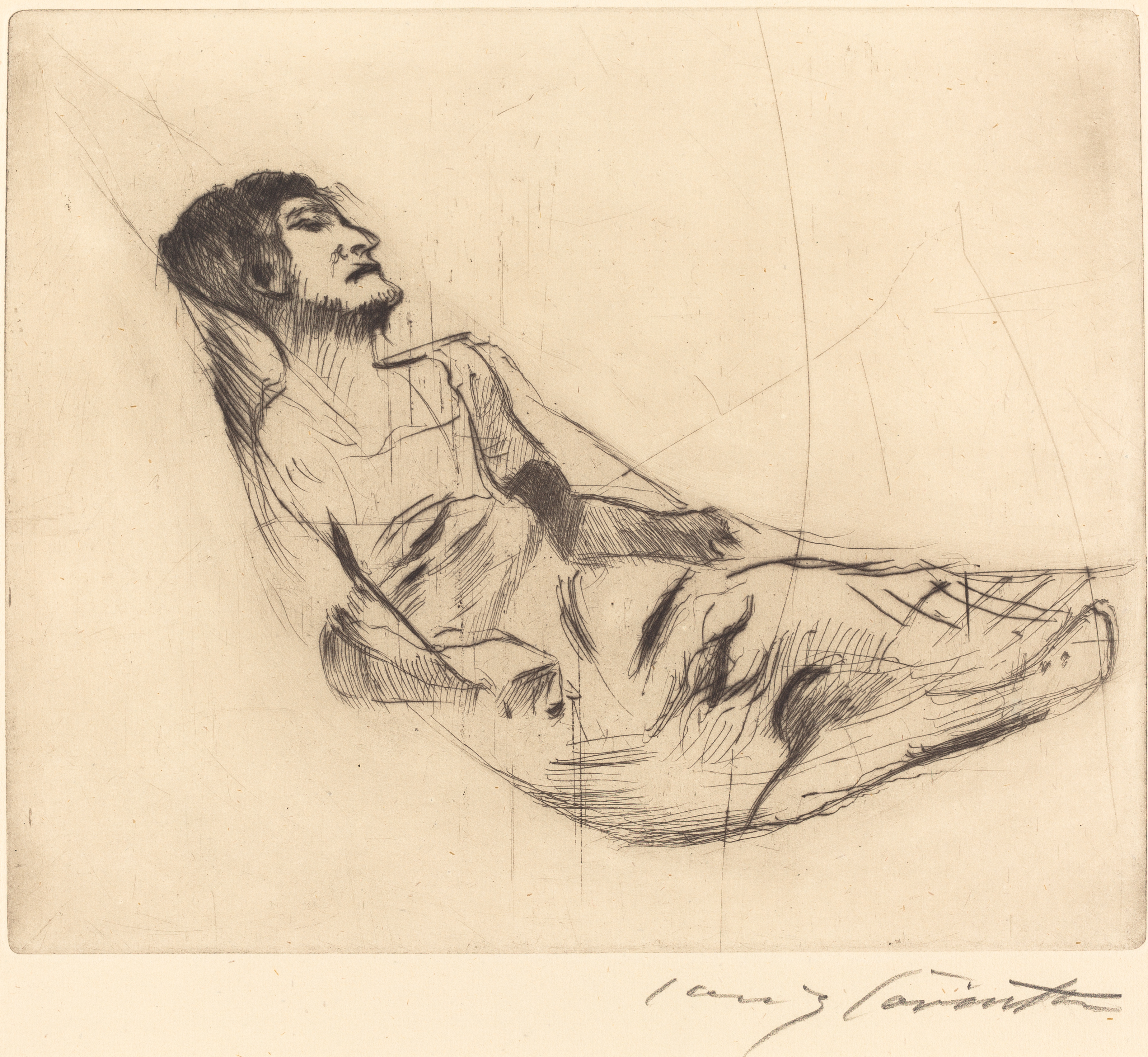
In der Hängematte, Radierung von Lovis Corinth 1920; abgebildet ist Meta Abramczyk, entstanden in Urfeld am Walchensee

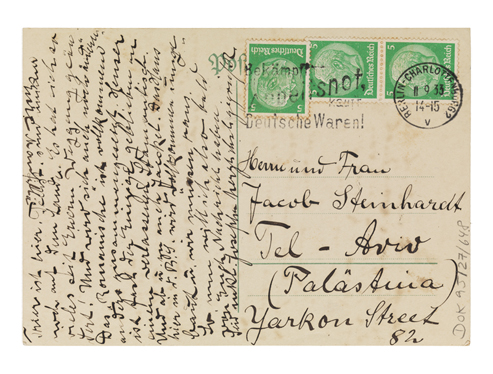
Postkarte von Meta Abramczyk an Familie Steinhardt 1933

Über das Leben von Meta Abramczyk liegen nur sehr wenige Informationen vor. Sie wurde Ende Februar 1876 in Berlin als Tochter des Bankiers Joseph Abramczyk (1832–1902) und seiner Ehefrau Jenny geborene Hirschberg (1848–1922) geboren und wuchs dort mit mehreren älteren Geschwistern als Jüdin auf. 1915 wurde sie durch Hermann Struck als Sekretärin der Künstlervereinigung Berliner Secession angestellt und lernte dadurch zahlreiche Künstler kennen, mit denen sie sich anfreundete. Der Maler Lovis Corinth überließ ihr 1918 das Aquarell Gebirgslandschaft bei Vollmond mit einer persönlichen Widmung als Weihnachtsgeschenk, 1922 entstand das Bildnis Metella Abramczyk. des Malers Ernst Fritsch. Metella Abramczyk war eng befreundet mit Corinth und dessen Familie und besuchte diese auch regelmäßig in ihrem Haus in Urfeld am Walchensee. Sie gehörte zu den wenigen Personen, die beim Tod Corinths 1925 im niederländischen Zandvoort zugegen war. Aus Dankbarkeit für ihre Freundschaft schenkte ihr Charlotte Berend-Corinth das Gemälde Eisbahn von 1919, und zu der Gedächtnisausstellung für Corinth 1926 in der Nationalgalerie Berlin stellte sie dieses und den Garten am Walchensee aus ihrem Besitz zur Verfügung.
Bei der Machtergreifung der Nationalsozialisten blieb sie anders als viele ihrer Freunde in Deutschland. Eine Postkarte aus dem Jahr 1933 von Abramczyk an den Maler Jakob Steinhardt und dessen Familie in Tel Aviv schildert die Veränderungen in der Künstlervereinigung, die sich seit dessen Flucht ergeben haben. Dabei erwähnt sie gemeinsame Freunde wie Eugen Spiro, József Bató, Joseph Oppenheimer, Walter Trier und Max Pechstein, von denen viele Deutschland bereits verlassen hatten. Gemeinsam mit ihrer Schwester Flora (geb. 1872) wurde Abramczyk am 18. Oktober 1941 von den Nationalsozialisten in das Ghetto Litzmannstadt deportiert und im Mai 1942 in das Vernichtungslager Kulmhof verlegt; sie starb dort am 7. Mai 1942.

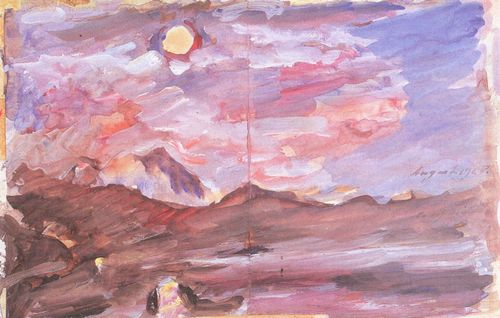
Lovis Corinth: Gebirgslandschaft bei Vollmond, 1918
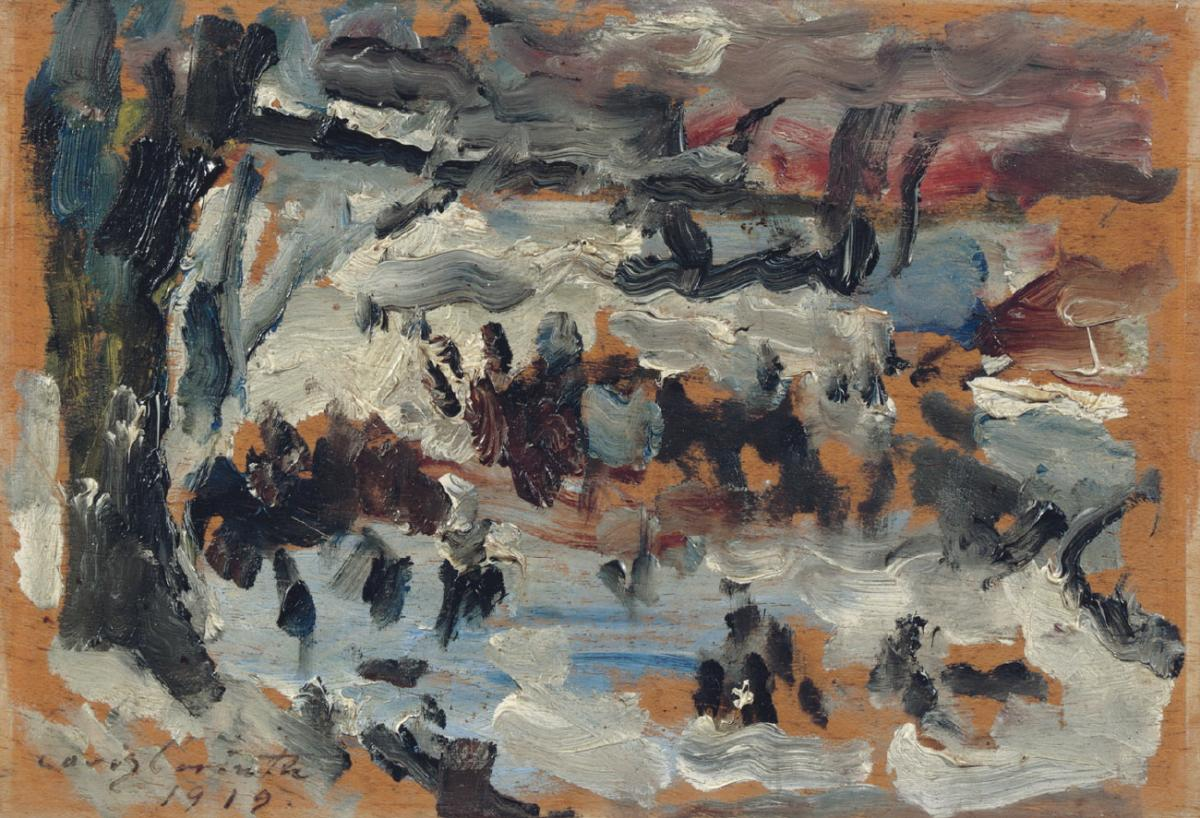
Lovis Corinth: Eisbahn, 1919 (BC 774[9])
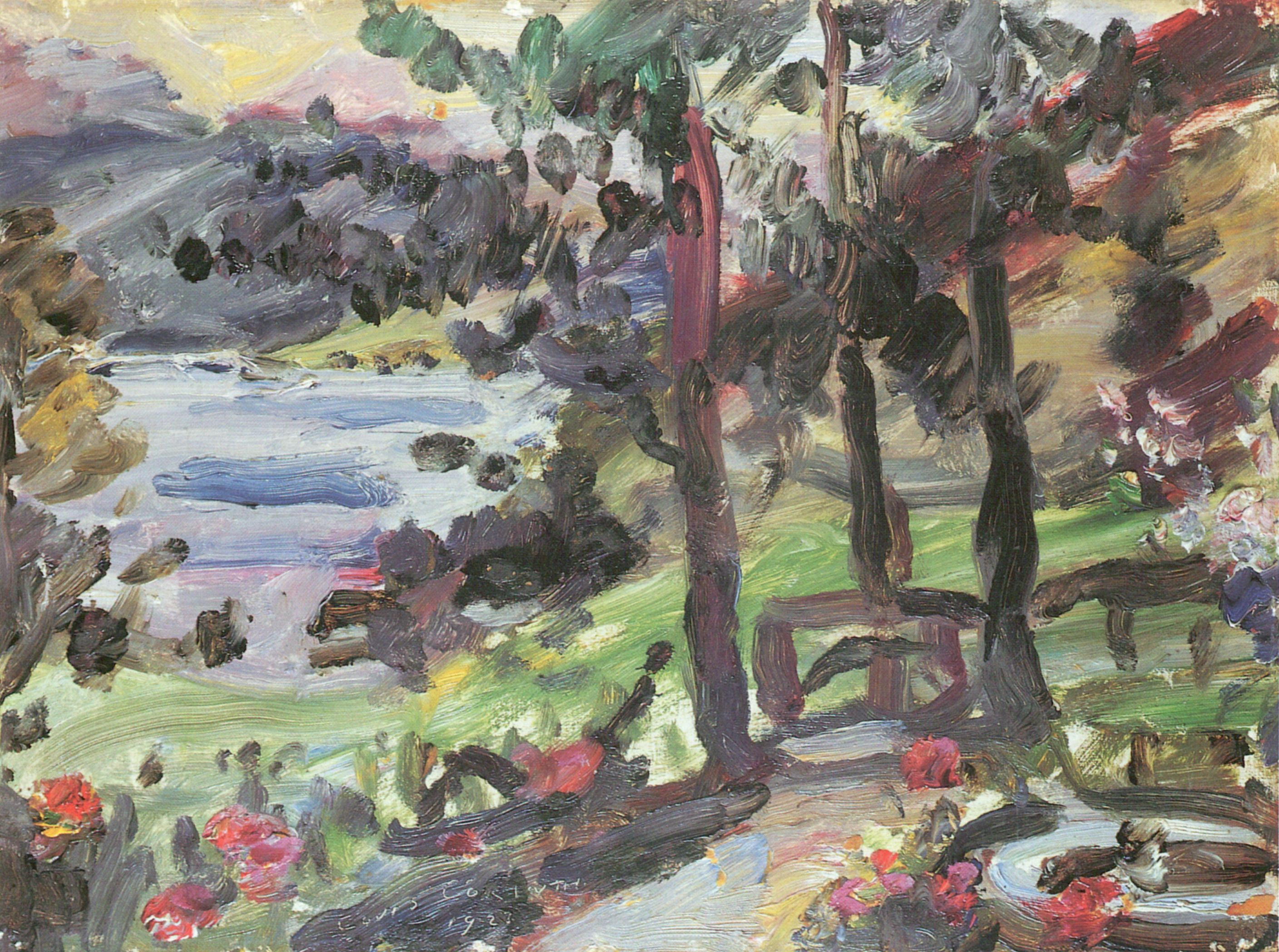
Lovis Corinth: Garten am Walchensee, 1923 (BC 926[10])

Einige Bilder aus ihrem Besitz, darunter die Gebirgslandschaft bei Vollmond tauchten nach dem 2. Weltkrieg im Bestand der Sammlung des Industriellen und Kunstsammlers Conrad Doebbecke auf; einzelne von ihnen wurden 1949 dem Niedersächsischen Landesmuseum Hannover verkauft und befinden sich bis heute im Kunstbesitz der Landeshauptstadt Hannover. Obwohl unklar ist, wie die Kunstwerke konkret in den Besitz Doebbeckes gelangt sind, ist es sehr wahrscheinlich, dass es sich bei ihnen um Raubkunst handelt; Aktenhinweise auf eine unrechtmäßig erfolgte Enteignung aus dem Eigentum von Meta Abramczyk liegen nicht vor, und über potenzielle Folgebesitzer finden sich im Werkverzeichnis nur ungenaue Angaben. So könnte der Garten am Walchensee auch über den Juristen und Kunstsammler Franz Hartmann (1876–1955) an Doebbecke gelangt sein, für die Eisbahn wird ein bislang unidentifizierter Besitzer namens Walter Hartmann genannt, der evtl. mit Franz Hartmann identisch ist.

## Belege
1. ↑  Standesamt Berlin II, Geburtsregister, Eintrag Nr. 361/1876 vom 29. Februar 1876; eingesehen auf ancestry.de am 27. März 2025.
2. ↑  Personendaten zur Familie eingesehen auf ancestry.de am 27. März 2025.
3. 1 2 3 4  
Thomas Corinth: Lovis Corinth. Eine Dokumentation. Verlag Ernst Wasmuth, Tübingen 1979, ISBN 3-8030-3025-0, Brief von Hermann Struck an Lovis Corinth, 18. Juli 1915, S. 196.
4. ↑  „Gebirgslandschaft bei Vollmond, 1918.“ In: Annette Baumann (Hrsg.): Verfemt – Gehandelt; Die Sammlung Doebbeke im Zwielicht: Von Corinth bis Kirchner. Landeshauptstadt Hannover, Snoek Verlagsgesellschaft, Köln 2025, ISBN 978-3-86442-424-3, S. 157–159.
5. 1 2  „Garten in Urfeld, 1923.“ In: Annette Baumann (Hrsg.): Verfemt – Gehandelt; Die Sammlung Doebbeke im Zwielicht: Von Corinth bis Kirchner. Landeshauptstadt Hannover, Snoek Verlagsgesellschaft, Köln 2025. ISBN 978-3-86442-424-3, S. 152–156.
6. ↑  Franziska Bogdanov: Montag, 11. September 1933: Postkarte von Meta Abramczyk an Familie Steinhardt in Tel Aviv auf der Website des Jüdischen Museums Berlin, abgerufen am 27. März 2025.
7. ↑  Arolsen Archives – International Center on Nazi Persecution | 01020102 001 – Dokumente ohne Namen und mit Namen ab A. In: collections.arolsen-archives.org. 27. März 2025, abgerufen am 27. März 2025 (englisch).
8. ↑  Gedenkbucheintrag „Abramczyk, Meta“. In: bundesarchiv.de. Abgerufen am 27. März 2025.
9. 1 2  
Eisbahn. (BC 774). In: Charlotte Berend-Corinth: Lovis Corinth. Werkverzeichnis. Neu bearbeitet von Béatrice Hernad. Bruckmann Verlag, München 1992, ISBN 3-7654-2566-4, S. 168–169.
10. 1 2  
Susanna im Bade. (BC 926). In: Charlotte Berend-Corinth: Lovis Corinth. Werkverzeichnis. Neu bearbeitet von Béatrice Hernad. Bruckmann Verlag, München 1992, ISBN 3-7654-2566-4, S. 194.

| Personendaten    | Personendaten                                        |
| ---------------- | ---------------------------------------------------- |
| NAME             | Abramczyk, Meta                                      |
| ALTERNATIVNAMEN  | Abramczyk, Metella                                   |
| KURZBESCHREIBUNG | Sekretärin der Berliner Secession und Kunstsammlerin |
| GEBURTSDATUM     | 28. Februar 1876                                     |
| GEBURTSORT       | Berlin                                               |
| STERBEDATUM      | 7. Mai 1942                                          |
| STERBEORT        | Vernichtungslager Kulmhof                            |